# 价键理论
价键理论（英語：Valence bond theory，VB理论）是一种获得薛定谔方程近似解的处理方法，又称为电子配对法。价键理论与分子轨道理论是研究分子体系的两种量子力学方法。它是历史上最早发展起来的处理多个化学键分子的量子力学理论。价键理论主要描述分子中的共价键及共价结合，核心思想是电子配对形成定域化学键。

## 发展历史

#### 化学键&价层电子
路易斯和瓦尔特·科塞尔都根据阿贝格规则（1904）构建了他们的化学键模型。
1916年，瓦尔特·科塞尔提出了离子键理论（八电子规则）；同年，路易斯提出了化学键和路易斯结构式的概念，用于解释简单分子的结构。
1921年化学家查尔斯·伯里提出原子中壳层的8个和 18个电子形成稳定的构型，他还认为过渡元素的电子构型取决于其外层电子中的价电子。

#### 氢分子的化学键
1927年，基于量子力学的化学键理论，沃尔特·海特勒确定了如何使用薛定谔方程 (1926) 来展示两个氢原子波函数如何通过正项、负项和交换项结合在一起形成共价键，然后沃尔特·海特勒联系他的同事弗里茨·伦敦，他们在整个晚上研究出了该理论的细节；这就是海特勒-伦敦模型，该模型成功解释了氢分子成键的本质。
然而，这个简单的理论无法直接用于氢分子以外的其他分子。

#### 价键理论的诞生
莱纳斯·鲍林将路易斯的化学键思想与海特勒-伦敦理论结合起来，发展了价键理论中的另外两个关键概念：共振 (1928) 和轨道杂化 (1930)，将海特勒-伦敦理论成功推广到更大的分子中，价键理论就诞生了。
几乎与此同时，价键理论的主要竞争者分子轨道理论也被提出了。
英国理论化学家查尔斯·库森认为这一时期标志着“现代价键理论”的开始。
1931 年，莱纳斯·鲍林发表了他价键理论的论文： 《On the Nature of the Chemical Bond》，中文译为《论化学键的本质》。 这本书帮助实验化学家了解量子理论对化学的影响，是化学键理论的重要文献。

#### 价键理论的优势
因为价键理论更加清楚的物理意义，所以广为实验化学家，尤其是有机化学家所青睐，并基于价键理论开发出大量定性方法，对理解化学反应起到非常重要的作用。然而，实践证明利用分子轨道理论的数学结构比较简单，进行量子化学计算比价键理论方法容易。

#### 缺点
另外，早期价键理论认为电子对必须由原子轨道的杂化产生，制约了价键理论的精度。
到20世纪中叶，几乎所有的量子化学计算都是采用分子轨道理论进行的。

#### 改进
这种局面在20世纪末与21世纪初发生了一定的变化。现代价键理论采用原子轨道线性组合产生价键轨道的方法，可以达到和分子轨道理论方法相似的精度。

#### 现况
然而，由于价键轨道的非正交性等原因，价键理论的数学结构依然比分子轨道理论复杂得多，程序比较少，而相同精度的计算往往需要更多计算资源，所以价键理论目前仍然不太常用。

## 基本概念

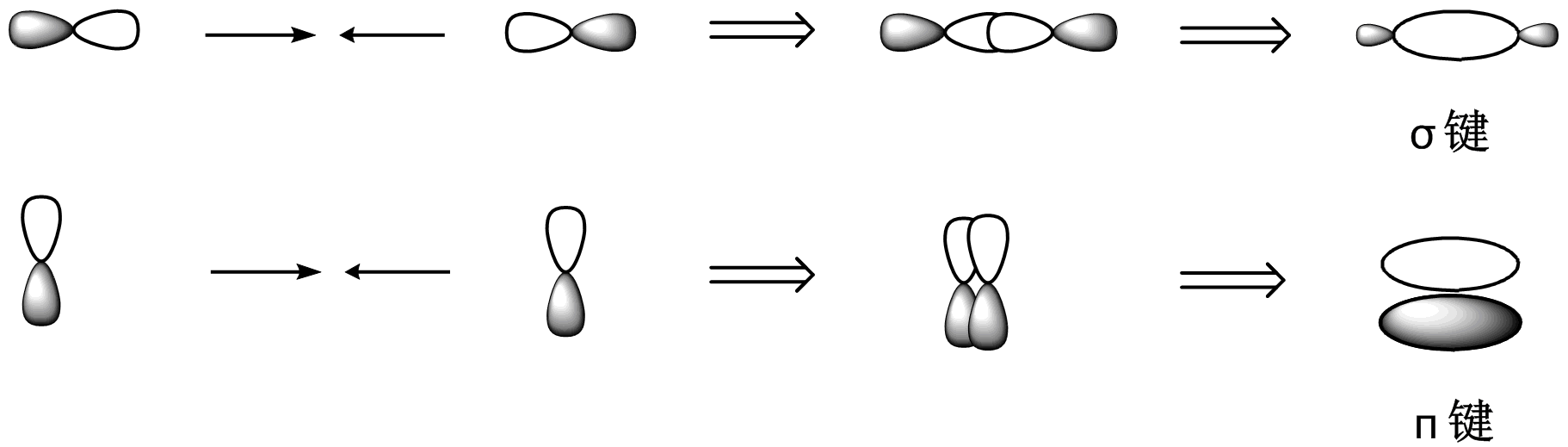
σ键和π键

其量子化学模型认为，共价键是由不同原子的电子雲重叠形成的。例如，p軌域的电子和p軌域的电子間可以有两种基本的成键方式：
1. 电子雲顺着原子核的连线重叠，得到轴对称的电子雲图像，这种共价键叫做σ键。
2. 电子雲重叠后得到的电子雲图像呈镜像对称，这种共价键叫做π键。

用形象的言语来描述，σ键是两个原子轨道“头碰头”重叠形成的；π键是两个原子轨道“肩并肩”重叠形成的。一般而言，如果原子之间只有1对电子，形成的共价键是单键，通常是σ键；如果原子间的共价键是双键，由一个σ键和一个π键组成；如果是叁键，则由一个σ键和两个π键组成。σ键可以是s-s，s-p，p-p等电子之间形成的，而π键可由p-p，d-p，d-d等电子之间形成的。除此之外，还存在十分多样的共价键类型，如苯环的p-p大π键，硫酸根的d-p大π键，硼烷中的多中心键，π酸配合物中的反馈键，Re2Cl82−中的δ键，等等。

## 轨道杂化
价键理论中，为了解释分子或离子的立体结构，莱纳斯·鲍林以量子力学为基础提出了杂化轨道理论。其核心思想即是不同原子轨道的叠加重组，从而成为数目相同，能量相等的新轨道。例如，为了解释甲烷的正四面体结构，杂化轨道理论认为：
碳基态原子构型为1s22s22p2。首先碳2s中的一个电子被激发到空的2p轨道上，然后1个s轨道和3个p轨道重新组合成4个sp3杂化轨道，再分别和4个氢原子的1s电子成键。4个杂化轨道呈正四面体构型，键角109o28'，能量没有任何差别。
sp2和sp杂化轨道亦然。
主要的杂化类型和立体构型列于下表：
| 杂化类型  | sp3      | sp2      | sp     | sp3d或dsp3 | sp3d2或d2sp3 |
| 立体构型  | 正四面体 | 正三角形 | 直线形 | 三角双锥体 | 正八面体     |
| VSEPR模型 | AX4      | AX3      | AX2    | AX5        | AX6          |